# Solo: A Star Wars Story
Solo: A Star Wars Story (kurz Solo) ist ein US-amerikanischer Space-Western-Film im Star-Wars-Universum aus dem Jahr 2018. Nach Rogue One: A Star Wars Story ist es der zweite Film der A-Star-Wars-Story-Reihe. Das Drehbuch schrieben Lawrence Kasdan und sein Sohn Jonathan Kasdan, Regie führte Ron Howard, der die ursprünglichen Regisseure Phil Lord und Christopher Miller ersetzte.
Der Film erzählt von der von George Lucas erdachten Figur Han Solo aus der Star-Wars-Filmreihe knapp 14 Jahre vor den Ereignissen von Krieg der Sterne (1977), in der sie (dargestellt von Harrison Ford) erstmals auftrat. Alden Ehrenreich übernahm die Rolle des jungen Han Solo.
Der internationale Starttermin war der 25. Mai 2018, auf den Tag genau 41 Jahre nach der Veröffentlichung von Krieg der Sterne im Jahr 1977. In Deutschland erschien der Film bereits einen Tag früher. Die Weltpremiere fand am 10. Mai im Dolby Theatre in Los Angeles statt, die Europapremiere erfolgte im Rahmen der internationalen Filmfestspiele von Cannes am 15. Mai 2018.

## Handlung
Knapp fünf Jahre nach der Machtübernahme durch das galaktische Imperium leben die meisten Menschen in Armut und Hoffnungslosigkeit. Auf Corellia, einem Planeten der Kernwelten der Galaxis, beherrscht das Verbrechersyndikat White Worms unter der Führung von Lady Proxima Teile der Unterwelt. In den Armenvierteln der Hauptstadt Coronet lebt der junge Han, der davon träumt, gemeinsam mit seiner Freundin Qi’ra diesem Leben und der Unterdrückung durch das Imperium zu entfliehen und als Pilot die Galaxis zu bereisen. Auf Befehl Lady Proximas soll er große Mengen des in der ganzen Galaxis überaus wertvollen Coaxiums verkaufen, eines flüssigen Treibstoffs, den Hyperraumantriebe benötigen und der auf dem Schwarzmarkt teuer gehandelt wird. Han gelingt es aber lediglich, eine kleine Glassäule dieser Flüssigkeit zu erbeuten, mit der er sich die Passage in den Orbit und damit die Flucht vom Planeten erkaufen will. Nachdem er gemeinsam mit Qi’ra vor den Söldnern Proximas hat fliehen können, werden die zwei am Raumhafen, der vom Imperium kontrolliert wird, getrennt. Qi’ra wird von den Söldnern der White Worms ergriffen, während Han Corellia nur dadurch verlassen kann, dass er sich für die imperiale Pilotenakademie verpflichtet.
Drei Jahre später ist Han Teil der imperialen Armee, nachdem er durch Ungehorsam und Befehlsverweigerung von der Akademie geflogen ist. Bei einem Kampfeinsatz auf dem Planeten Mimban trifft Han durch Zufall auf den Schurken Tobias Beckett, der sich gemeinsam mit einer kleinen Truppe Gleichgesinnter unter die imperialen Einheiten gemischt hat und Ausrüstung sowie ein Schiff für einen geplanten Raubzug stehlen will. Beckett weigert sich allerdings, Hans Hilfsangebot zu akzeptieren, und sorgt dafür, dass dieser als Deserteur gefangen genommen und in eine Grube geworfen wird, in der eine Bestie ihn töten soll. Diese Bestie ist der Wookiee Chewbacca, den Han nach einem kurzen Kampf davon überzeugen kann, gemeinsam aus der Grube zu entkommen. Als Beckett den erfolgreichen Ausbruch bemerkt, lässt er Chewbacca und Han ins gekaperte Raumschiff steigen. Gemeinsam mit Becketts Freundin Val und seinem Piloten Rio Durant entkommen sie der Schlacht.
Becketts Bande plant, auf dem Planeten Vandor-1 einen Waggon eines fahrenden Güterzugs, der raffiniertes Coaxium geladen hat, abzukoppeln und per Schleppkabel mit dem imperialen Schiff abzutransportieren. Der Raubzug verläuft allerdings nicht wie geplant, da eine vermeintliche Schurkin namens Enfys Nest ebenfalls am Coaxium interessiert ist. In Folge einer kurzen, aber heftigen Auseinandersetzung, in der Val und Rio Durant sterben, gelingt es sowohl Becketts als auch Enfys Nests Team, Schleppkabel am Waggon anzubringen. Allerdings müssen beide das Coaxium aufgeben, um einer Kollision ihrer Raumschiffe mit einem Gebirge zu entgehen. Der Waggon mit dem Coaxium explodiert in der Tiefe.
Beckett verrät nach dem gescheiterten Überfall, dass der Raub des Coaxiums im Auftrag des mächtigen Verbrechersyndikats Crimson Dawn erfolgen sollte, an dessen Spitze Dryden Vos steht. Um dessen Verfolgung zu entgehen, beschließen Beckett, Han und Chewbacca, Dryden Vos aufzusuchen und eine Lösung auszuhandeln. Auf dessen Raumschiff trifft Han zu seiner Überraschung auf Qi’ra, die ein ranghohes Mitglied der Organisation geworden ist. Han, Beckett und Chewbacca gelingt es in Verhandlungen mit Dryden Vos, einen Aufschub zu erreichen, auch wenn dieser das Trio für ihr Versagen töten lassen wollte, da er sich bei einem Scheitern vor einem noch höherrangigen Kriminellen verantworten müsse. Um das Gelingen des neuen Plans zu garantieren, schließt sich Qi’ra auf Befehl Vos’ der Truppe als Überwacherin an. Da der Plan vorsieht, unraffiniertes Coaxium aus den Minen von Kessel zu stehlen, benötigen sie ein äußerst schnelles Schiff, um es so schnell wie möglich zu einer Anlage auf dem Planeten Savareen zu bringen, bevor die hochgradig instabile Flüssigkeit explodiert. Han versucht, das nötige Raumschiff in einer Runde Sabacc zu gewinnen, einem Kartenspiel, das er allerdings gegen den Falschspieler Lando Calrissian verliert, der eine zusätzliche Karte in seinem Ärmel versteckt hat und durch diesen Betrug verhindert, dass der Millennium Falke in Hans Besitz übergeht. Lando ist dennoch bereit, sich gegen Provision dem Quartett mit dem Falken und seinem Droiden L3-37 anzuschließen.
Um den Planeten Kessel zu erreichen, ist der Flug auf einer speziellen Route nötig, die durch einen dichten Nebel führt und mindestens 20 Parsecs lang ist. Nachdem sie an einer Mine gelandet sind, infiltrieren Han, Chewbacca, Beckett, Qi’ra und L3-37 die Anlage und zetteln einen Aufstand der im Lager gefangenen Arbeiter und Droiden an, in dessen Folge sie die gewünschten Mengen an Coaxium – trotz starker Feuergefechte mit den Wachen der Mine – an Bord des Millennium Falken bringen können. L3-37 wird dabei jedoch stark beschädigt. Bevor die Gruppe durch den Nebel fliehen kann, wird sie von einem imperialen Sternzerstörer gestellt. Da Lando sich schwer geschockt um die „sterbende“ L3-37 kümmert, übernimmt Han das Kommando über den Falken und beschließt, eine neue, im Grunde unmögliche Route abseits der bekannten Strecke einzuschlagen, um vor den imperialen TIE-Jägern fliehen und die Ladung rechtzeitig auf Savareen abliefern zu können. Dazu laden sie das Navigationssystem von L3-37 in den Bordcomputer des Falken. Han, mit Chewbacca als Co-Pilot, gelingt es, den Weg zurück mit nur etwas über 12 Parsecs, also einer enormen Abkürzung, zu fliegen und den imperialen Truppen zu entkommen.
Auf Savareen angekommen, schließen sie das Coaxium rechtzeitig an, um es zu raffinieren, bevor Lando mit dem Falken davonfliegt. Das zurückgebliebene Quartett wird bereits von Enfys Nests Bande erwartet, die einen Peilsender an Landos Schiff angebracht hatte. Sie fordern das Coaxium ein, doch zur Überraschung von Beckett, Han, Qi’ra und Chewbacca handelt es sich bei Enfys Nest nicht um eine weitere Schurkin. Sie will das Coaxium nicht an Crimson Dawn verkaufen, sondern gegen die Organisation verwenden. Han gefällt dieser Plan, woraufhin er beschließt, Vos mit unechtem Coaxium zu täuschen. Beckett hingegen unterstützt diesen Plan nicht und verlässt die anderen. Als Vos mit seinem Schiff auf dem Planeten eintrifft, durchschaut er jedoch Hans Plan, da er von Beckett vor diesem gewarnt wurde. Er lässt Enfys von seinen Söldnern umstellen und wähnt sich im Sieg. Doch Han hat Becketts Verrat kommen sehen und das echte Coaxium tatsächlich an Bord von Vos’ Schiff gebracht. Während Enfys’ Leute die Söldner überwältigen, entschließt sich Beckett, Vos’ Wachen zu töten und das Coaxium an sich zu nehmen. Er zwingt Chewbacca, dieses mit ihm von Bord des Schiffes zu bringen. In der Folge entwickelt sich ein Kampf zwischen Han, Qi’ra und Vos, an dessen Ende Qi’ra ihren Boss niederstreckt und tötet. Han nimmt daraufhin die Verfolgung von Beckett auf, während Qi’ra verspricht, ihm alsbald zu folgen, nachdem sie Vos’ Besitztümer an sich genommen hat, um ihre gemeinsame Flucht zu finanzieren.
Han stellt Beckett wenig später und tötet ihn unvermittelt, bevor Beckett selbst den tödlichen Schuss abgeben kann. Gemeinsam mit Chewbacca nimmt er das Coaxium in Besitz und bringt es zurück zum Lager von Enfys. Währenddessen kontaktiert Qi’ra den wahren Anführer der Crimson Dawn, den ehemaligen Sith-Lord Maul. Dieser sieht in Qi’ra die legitime Nachfolgerin Dryden Vos’ und bittet sie nach Dathomir, dem Heimatplaneten Mauls, von dem aus er das Syndikat leitet. Qi’ra verlässt daraufhin mit Vos’ Schiff den Planeten und lässt Han zurück. Dieser übergibt das Coaxium an Enfys, die versucht, ihn zu überreden, sich ihrer Sache und einer kleinen Rebellenzelle anzuschließen. Doch Han und Chewbacca lehnen ab. Sie suchen ein weiteres Mal Lando auf und fordern ihn zu einer erneuten Partie Sabacc heraus. Da Han die versteckte Karte Landos bei der Begrüßung unbemerkt entwenden konnte, gewinnt er die Partie fair und wird neuer Eigentümer des Millennium Falken. Han und Chewbacca verlassen daraufhin an Bord des Schiffes den Planeten in Richtung Tatooine, um sich dem kriminellen Anführer einer berüchtigten Verbrecherorganisation als Schmuggler anzubieten.

## Einordnung in dasStar-Wars-Universum

### Chronologie
Solo: A Star Wars Story stellt nach Rogue One: A Star Wars Story den zweiten Ableger-Film des Star-Wars-Universums dar. Die Handlung beginnt etwa fünf Jahre nach den Ereignissen von Star Wars: Episode III – Die Rache der Sith, an dessen Ende das galaktische Imperium unter der Führung des Imperators und seinem Schüler, Darth Vader, die Kontrolle über die meisten Welten der Galaxis übernommen hat. Die Handlung erstreckt sich über drei Jahre und endet etwa zehn Jahre vor den Ereignissen von Rogue One und Krieg der Sterne (1977), in der die Figur des Han Solo erstmals auftrat.
| Die dunkle Bedrohung |                   |                   |                   |                   |                   |                   |               | I             |               |               |               |               |                          |                          |                          |                          |                          |                          |                          |                         |                         |                         |                         |                         |                         |                         |                         |                   |                   |                   |                         |                         |                         |                         |
| Angriff der Klonkrieger |                   |                   |                   |                   |                   |                   |               |               |               | II            |               |               |                          |                          |                          |                          |                          |                          |                          |                         |                         |                         |                         |                         |                         |                         |                         |                   |                   |                   |                         |                         |                         |                         |
| Die Rache der Sith |                   |                   |                   |                   |                   |                   |               |               |               |               |               | III           |                          |                          |                          |                          |                          |                          |                          |                         |                         |                         |                         |                         |                         |                         |                         |                   |                   |                   |                         |                         |                         |                         |
| Krieg der Sterne |                   |                   |                   |                   |                   |                   |               |               |               |               |               |               |                          |                          |                          |                          |                          |                          |                          |                         |                         | IV                      | IV                      |                         |                         |                         |                         |                   |                   |                   |                         |                         |                         |                         |
| Das Imperium schlägt zurück |                   |                   |                   |                   |                   |                   |               |               |               |               |               |               |                          |                          |                          |                          |                          |                          |                          |                         |                         |                         |                         |                         | V                       |                         |                         |                   |                   |                   |                         |                         |                         |                         |
| Die Rückkehr der Jedi-Ritter |                   |                   |                   |                   |                   |                   |               |               |               |               |               |               |                          |                          |                          |                          |                          |                          |                          |                         |                         |                         |                         |                         |                         | VI                      |                         |                   |                   |                   |                         |                         |                         |                         |
| Das Erwachen der Macht |                   |                   |                   |                   |                   |                   |               |               |               |               |               |               |                          |                          |                          |                          |                          |                          |                          |                         |                         |                         |                         |                         |                         |                         |                         |                   |                   |                   |                         | VII                     |                         |                         |
| Die letzten Jedi |                   |                   |                   |                   |                   |                   |               |               |               |               |               |               |                          |                          |                          |                          |                          |                          |                          |                         |                         |                         |                         |                         |                         |                         |                         |                   |                   |                   |                         |                         | VIII                    |                         |
| Der Aufstieg Skywalkers |                   |                   |                   |                   |                   |                   |               |               |               |               |               |               |                          |                          |                          |                          |                          |                          |                          |                         |                         |                         |                         |                         |                         |                         |                         |                   |                   |                   |                         |                         |                         | IX                      |
| Rogue One |                   |                   |                   |                   |                   |                   |               |               |               |               |               |               |                          |                          | a)                       |                          |                          |                          |                          |                         | R1                      |                         |                         |                         |                         |                         |                         |                   |                   |                   |                         |                         |                         |                         |
| Solo |                   |                   |                   |                   |                   |                   |               |               |               |               |               |               |                          |                          | a)                       |                          | S                        |                          |                          |                         |                         |                         |                         |                         |                         |                         |                         |                   |                   |                   |                         |                         |                         |                         |
| Die Abenteuer der jungen Jedi | YJA               |                   |                   |                   |                   |                   |               |               |               |               |               |               |                          |                          |                          |                          |                          |                          |                          |                         |                         |                         |                         |                         |                         |                         |                         |                   |                   |                   |                         |                         |                         |                         |
| The Clone Wars (+ Kinofilm) |                   |                   |                   |                   |                   |                   |               |               |               | TCW           | TCW           | TCW           |                          |                          |                          |                          |                          |                          |                          |                         |                         |                         |                         |                         |                         |                         |                         |                   |                   |                   |                         |                         |                         |                         |
| The Bad Batch |                   |                   |                   |                   |                   |                   |               |               |               |               |               | TBB           | TBB                      |                          |                          |                          |                          |                          |                          |                         |                         |                         |                         |                         |                         |                         |                         |                   |                   |                   |                         |                         |                         |                         |
| Rebels |                   |                   |                   |                   |                   |                   |               |               |               |               |               |               |                          |                          |                          |                          |                          |                          |                          | Rebels                  | Rebels                  |                         |                         |                         |                         |                         | b)                      |                   |                   |                   |                         |                         |                         |                         |
| Resistance |                   |                   |                   |                   |                   |                   |               |               |               |               |               |               |                          |                          |                          |                          |                          |                          |                          |                         |                         |                         |                         |                         |                         |                         |                         |                   |                   |                   | Resistance              | Resistance              | Resistance              | Resistance              |
| The Acolyte |                   |                   | c)                |                   | TA                |                   |               |               |               |               |               |               |                          |                          |                          |                          |                          |                          |                          |                         |                         |                         |                         |                         |                         |                         |                         |                   |                   |                   |                         |                         |                         |                         |
| Obi-Wan-Kenobi |                   |                   |                   |                   |                   |                   |               |               |               |               |               |               |                          |                          |                          |                          |                          | K                        |                          |                         |                         |                         |                         |                         |                         |                         |                         |                   |                   |                   |                         |                         |                         |                         |
| Andor |                   |                   |                   |                   |                   |                   |               |               |               |               |               |               |                          |                          |                          |                          |                          |                          |                          | Andor                   | Andor                   |                         |                         |                         |                         |                         |                         |                   |                   |                   |                         |                         |                         |                         |
| The Mandalorian |                   |                   |                   |                   |                   |                   |               |               |               |               |               |               |                          |                          |                          |                          |                          |                          |                          |                         |                         |                         |                         |                         |                         |                         |                         |                   | M                 |                   |                         |                         |                         |                         |
| Das Buch von Boba Fett |                   |                   |                   |                   |                   |                   |               |               |               |               |               |               |                          |                          |                          |                          |                          |                          |                          |                         |                         |                         |                         |                         |                         | c)                      | c)                      |                   | BF                |                   |                         |                         |                         |                         |
| Ahsoka |                   |                   |                   |                   |                   |                   |               |               |               |               |               |               |                          |                          |                          |                          |                          |                          |                          |                         |                         |                         |                         |                         |                         |                         |                         |                   | A                 |                   |                         |                         |                         |                         |
| Skeleton Crew |                   |                   |                   |                   |                   |                   |               |               |               |               |               |               |                          |                          |                          |                          |                          |                          |                          |                         |                         |                         |                         |                         |                         |                         |                         |                   | SC                |                   |                         |                         |                         |                         |
| Ära | Die Hohe Republik | Die Hohe Republik | Die Hohe Republik | Die Hohe Republik | Die Hohe Republik | Die Hohe Republik | Fall der Jedi | Fall der Jedi | Fall der Jedi | Fall der Jedi | Fall der Jedi | Fall der Jedi | Herrschaft des Imperiums | Herrschaft des Imperiums | Herrschaft des Imperiums | Herrschaft des Imperiums | Herrschaft des Imperiums | Herrschaft des Imperiums | Herrschaft des Imperiums | Zeitalter der Rebellion | Zeitalter der Rebellion | Zeitalter der Rebellion | Zeitalter der Rebellion | Zeitalter der Rebellion | Zeitalter der Rebellion | Zeitalter der Rebellion | Zeitalter der Rebellion | Die Neue Republik | Die Neue Republik | Die Neue Republik | Aufstieg der 1. Ordnung | Aufstieg der 1. Ordnung | Aufstieg der 1. Ordnung | Aufstieg der 1. Ordnung |
| _ Prequel-Trilogie (Episoden I–III) _ Original-Trilogie (Episoden IV–VI) _ Sequel-Trilogie (Episoden VII–IX) _ A-Star-Wars-Story-Filme _ (kanonische) Animations-Serien _ (kanonische) Real-Serien |                   |                   |                   |                   |                   |                   |               |               |               |               |               |               |                          |                          |                          |                          |                          |                          |                          |                         |                         |                         |                         |                         |                         |                         |                         |                   |                   |                   |                         |                         |                         |                         |
| Die Folgen der Serien Die Mächte des Schicksals und Geschichten spielen jeweils zu unterschiedlichen Zeitpunkten, sodass eine Auflistung in der Tabelle nicht sinnvoll möglich ist. Ebenfalls nicht aufgelistet sind Miniserien, Kurzgeschichten, Comics, Bücher und andere Begleitwerke des offiziellen Star-Wars-Kanons sowie der Themenpark Star Wars: Galaxy’s Edge (zwischen VIII und IX). Zur schematischen Einordnung der Handlungen wird die fiktive Zeitrechnung des Star-Wars-Universums verwendet. Diese unterscheidet zwischen den Jahren vor der Schlacht von Yavin (VSY) und nach der Schlacht von Yavin (NSY). Die Schlacht von Yavin IV bildet das Ende von Krieg der Sterne (1977), bei dem Luke Skywalker und die Rebellenallianz den ersten Todesstern zerstören. |                   |                   |                   |                   |                   |                   |               |               |               |               |               |               |                          |                          |                          |                          |                          |                          |                          |                         |                         |                         |                         |                         |                         |                         |                         |                   |                   |                   |                         |                         |                         |                         |
| a) Prolog, b) Epilog, c) Rückblenden |                   |                   |                   |                   |                   |                   |               |               |               |               |               |               |                          |                          |                          |                          |                          |                          |                          |                         |                         |                         |                         |                         |                         |                         |                         |                   |                   |                   |                         |                         |                         |                         |

### Figuren
Hauptfiguren
- Han Solo (Alden Ehrenreich), ein corellianischer Draufgänger, dessen Traum es ist, der beste Pilot der Galaxis zu werden. Er wuchs mit seiner Freundin Qi’ra auf den Straßen von Corellia auf.
- Qi’ra (Emilia Clarke), die Freundin von Han Solo, mit dem sie zusammen auf den Straßen von Corellia aufwuchs. Sie ist ein Mitglied der Organisation Crimson Dawn.
- Chewbacca (Joonas Suotamo), ein 190-jähriger Wookiee, der vom Imperium gefangen genommen und versklavt wurde.
- Lando Calrissian (Donald Glover), ein Glücksspieler, der gern Sabacc (ein Kartenspiel) spielt. Er ist der Eigentümer des Raumschiffs Millennium Falke, das später in den Besitz von Solo wechselt.
- Tobias Beckett (Woody Harrelson), der Anführer der Räuberbande, welcher sich Han Solo anschließt.

Nebenfiguren
- Val (Thandie Newton), die Partnerin und Geliebte von Beckett.
- L3-37 (Phoebe Waller-Bridge), ein weiblich programmierter Droide. Sie ist die Co-Pilotin von Lando Calrissian und kämpft für die Gleichberechtigung von Droiden.
- Dryden Vos (Paul Bettany), ein ranghohes Mitglied der Crimson Dawn. Er bestraft jeden mit dem Tod, der ihn enttäuscht.
- Enfys Nest (Erin Kellyman), die Anführerin der Himmelhunde. Sie versucht mit ihrer Bande, die Pläne von Dryden Vos zu vereiteln. Sie ist die Rivalin von Tobias Beckett.
- Rio Durant (Jon Favreau), der Partner von Beckett und Val. Sein Traum ist es, reich zu werden, um eine eigene Cantina zu eröffnen.
- Maul (Ray Park), ein ehemaliger Sith-Schüler von Darth Sidious. Er ist in Wahrheit der Anführer von Crimson Dawn.
- Lady Proxima (Linda Hunt), eine Menschenhändlerin, die mit ihrer Bande das Leben der Bewohner auf Corellia zur Hölle macht. So bestraft sie Han oft, da er ihren Befehlen nicht Folge leistet.

### Orte
- Corellia, galaxisweit bekannt für seine riesigen Schiffswerften, in denen unter anderem der Millennium Falke und zahlreiche Sternzerstörer gebaut wurden, ist der Geburtsplanet von Han Solo.
- Mimban, ein Planet in der Expansionsregion der Galaxis, auf dem das galaktische Imperium die Kontrolle über den wertvollen Rohstoffabbau in den planetaren Minen sicherstellen will.
- Vandor-1, ein größtenteils schneebedeckter Planet, auf dem Beckett und seine Bande einen Güterzug angreifen und plündern will.
- Kessel, berühmt für seine zahlreichen Gewürzminen. Die Arbeit in den Minen ist von Sklavenarbeit, auch durch Wookiees, geprägt.
- Savareen ist ein Wüstenplanet, der dennoch über große Ozeane verfügt. Es ist ein abgelegener und wenig beachteter Planet in der Galaxis.

## Produktion

### Projektentwicklung und Vorproduktion

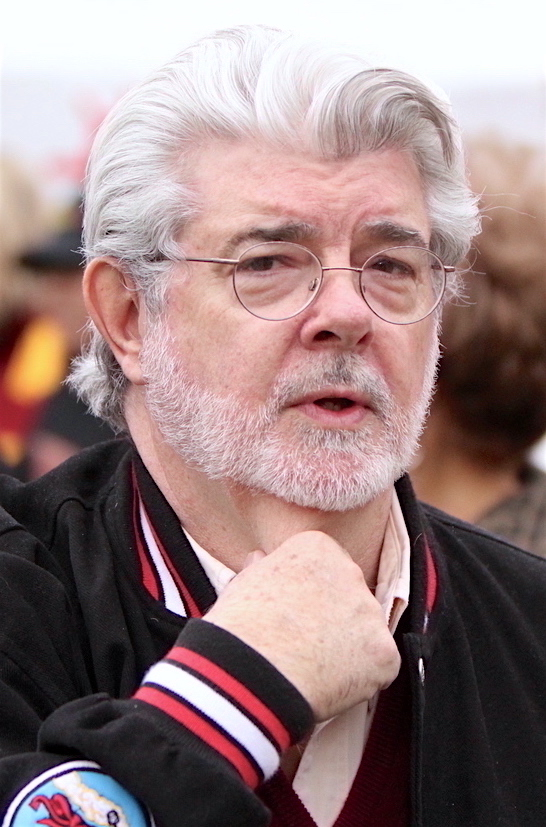
Star-Wars-Erfinder George Lucas, 2011

Die ersten Ideen für einen jungen Han Solo gab es bereits während der Vorproduktion zu Die Rache der Sith. Drehbuchautor und Star-Wars-Erfinder George Lucas spielte mit der Idee, Solo als Kind auf dem Planeten Kashyyyk zu zeigen, der von Chewbacca als Vaterfigur aufgezogen wird. Er wäre aus diesem Grund auch während der Schlacht um Kashyyyk aufgetreten, die im Film gezeigt wird. Diese Ideen schafften es jedoch nicht in den finalen Film, Han Solo wurde kein Teil der Handlung, lediglich Chewbacca hatte kurze Auftritte als Nebencharakter.
Nachdem Die Rache der Sith veröffentlicht worden war, begann George Lucas mit der Planung einer TV-Realserie, die den Namen Star Wars: Underworld tragen sollte. Die Handlung dieser Serie sollte zwischen den Ereignissen von Die Rache der Sith und Krieg der Sterne spielen, in der Han Solo seinen ersten Auftritt hatte. Da die Serie die kriminelle Unterwelt als Hauptthema haben sollte, entwickelten die Autoren unter anderem Ideen für Han Solos erste Begegnungen mit Chewbacca sowie dem Schurken Lando Calrissian. Die Serie ging jedoch nie in Produktion und die Pläne wurden schlussendlich verworfen.
2012 verkaufte George Lucas mit seiner Produktionsfirma Lucasfilm auch die Rechte an Star Wars an Disney, woraufhin eine neue Star-Wars-Trilogie (die sogenannte Sequel-Trilogie) angekündigt wurde. Schon zuvor hatte Lucas zusammen mit Kathleen Kennedy und Lawrence Kasdan über seine Ideen für weitere Star-Wars-Filme, darunter auch Ableger abseits der Hauptsaga, gesprochen. Kasdan war zunächst unsicher, ob er sich an der Entstehung beteiligen würde, entschied sich aber, am vorgeschlagenen Film über einen jungen Han Solo zu arbeiten, weil dieser sein Lieblingscharakter sei.
Am 6. Februar 2013 bestätigte Disneys CEO Bob Iger, dass zusätzlich zu einer neuen Trilogie mehrere Ableger-Filme geplant seien, die ab April 2015 zunächst unter dem Namen Star Wars Anthology und später A Star Wars Story geführt wurden. Zeitgleich berichtete Entertainment Weekly, dass sich einer dieser Filme um einen jungen Han Solo drehen würde und zwischen den Handlungen von Die Rache der Sith und Krieg der Sterne angesetzt sei. Auf der CinemaCon im April 2013 wurde zudem der Plan bekannt, dass ab 2015 jedes Jahr ein neuer Star-Wars-Film geplant sei, wobei zwischen den Episoden und Ablegern gewechselt werde. Nach Das Erwachen der Macht (2015), Rogue One: A Star Wars Story (2016) und Die letzten Jedi (2017) ist Solo: A Star Wars Story der vierte Film seit der Übernahme der Star-Wars-Marke durch Disney.

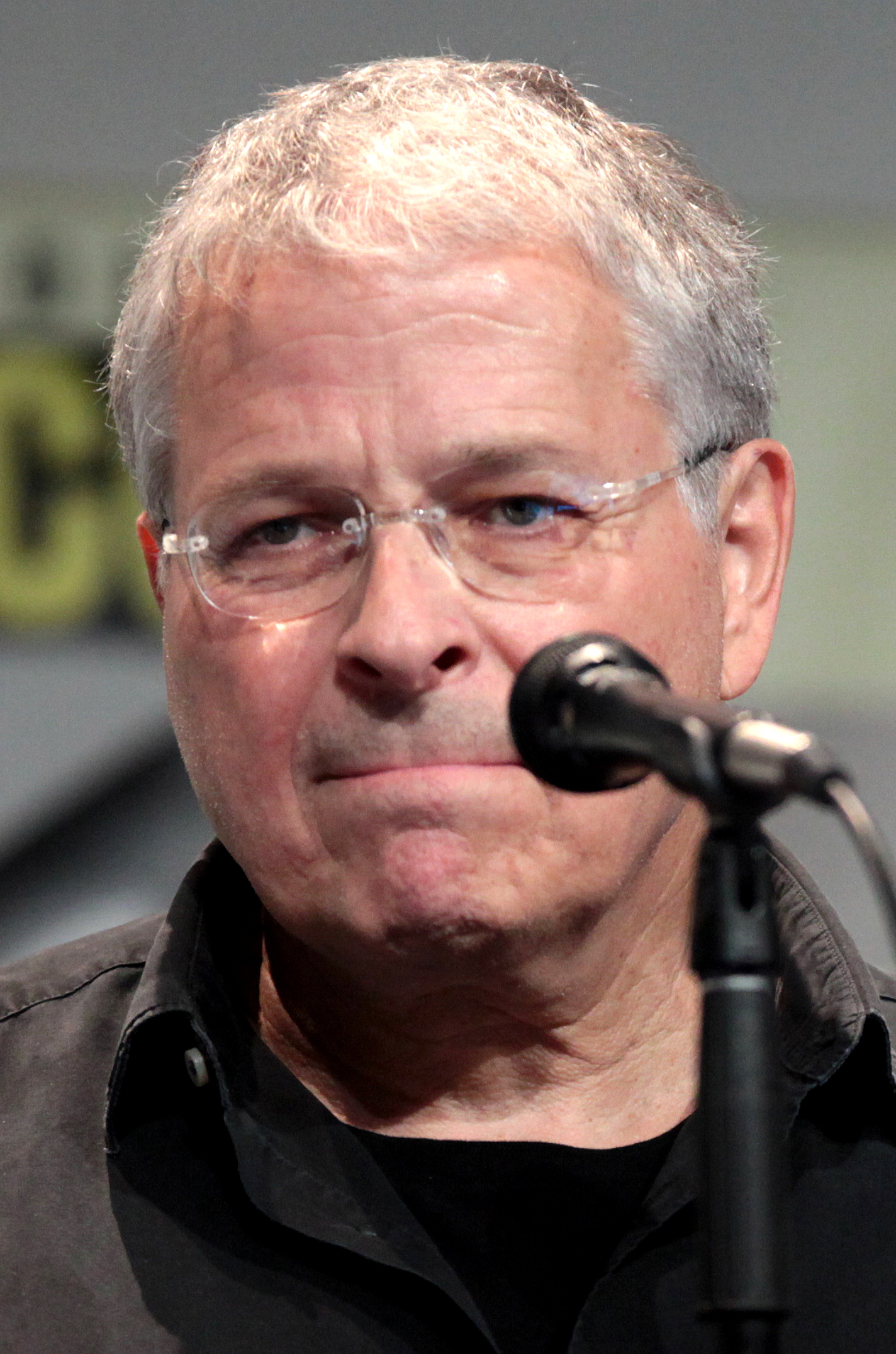
Lawrence Kasdan (2015) schrieb gemeinsam mit seinem Sohn Jon Kasdan das Drehbuch.

Die anfangs kursierenden Gerüchte um das Thema des Films bestätigten sich im Juli 2015. Lucasfilm gab bekannt, dass sich der zweite Ableger der Star-Wars-Saga auf einen jungen Han Solo konzentrieren würde. Als Veröffentlichungsdatum wurde der 25. Mai 2018 angegeben. Die Regie würden Phil Lord und Christopher Miller übernehmen, das Drehbuch werde von Lawrence Kasdan und Jon Kasdan geschrieben werden. Es ist nach Das Imperium schlägt zurück, Die Rückkehr der Jedi-Ritter und Das Erwachen der Macht bereits Lawrence Kasdans viertes Star-Wars-Drehbuch, in jedem nahm die Figur Han Solo eine Hauptrolle ein. Er schlug dem leitenden Studio Lucasfilm vor, es zusammen mit seinem Sohn Jon zu entwickeln, da ihn die Arbeit am Drehbuch von Das Erwachen der Macht erschöpft hätte. Das Studio stimmte dem Vorschlag zu, sie arbeiteten fast drei Jahre an der Fertigstellung des Drehbuchs. Als Inspiration dienten ihnen unter anderem die Werke Die Schatzinsel, Heat, Erbarmungslos, The Big Lebowski, Miller’s Crossing und Gangster No. 1.

### Besetzung
Eine Liste mit Schauspielern, die für die Rolle des jungen Han Solo in Betracht gezogen würden, wurde im Januar 2016 veröffentlicht. Auf ihr befanden sich unter anderem Miles Teller, Ansel Elgort, Dave Franco, Jack Reynor, Scott Eastwood, Logan Lerman, Emory Cohen und Blake Jenner. Auf einer späteren Liste, welche nur noch wenige Schauspieler enthielt, die für die Rolle in Frage kämen, standen im März 2016 Alden Ehrenreich, Reynor Cohen und Taron Egerton. Vier Monate später, auf der Star Wars Celebration im Juli 2016, wurde Alden Ehrenreich als Schauspieler für die Rolle des Han Solo offiziell bestätigt. Auch der vor allem in Fankreisen bekannt gewordene Anthony Ingruber, der 2008 in einem YouTube-Video Szenen von Harrison Ford aus Krieg der Sterne nachstellte und dadurch eine Rolle im Drama Für immer Adaline (2015) bekam, in dem er einen jungen Harrison Ford in zahlreichen Rückblenden spielte, sprach für die Rolle vor, konnte Lord und Miller jedoch nicht überzeugen. Während des Castings sprachen über 3000 Schauspieler für die Rolle vor. Harrison Ford, der Han Solo in allen bisherigen Filmen dargestellt hatte, wurde nach der Fertigstellung des Drehbuchs und während der Dreharbeiten mehrfach kontaktiert und um Rat gebeten, was sowohl Kathleen Kennedy als auch Alden Ehrenreich und der später engagierte Regisseur Ron Howard als sehr hilfreich beschrieben. Donald Glover als Lando Calrissian und Emilia Clarke in der weiblichen Hauptrolle wurden im selben Jahr bekanntgegeben. Als Han Solos Mentor wurde ab Januar 2017 Woody Harrelson gehandelt und kurze Zeit später für diese Rolle bestätigt. Als einer der wenigen Schauspieler, die bereits zuvor in Star-Wars-Filmen auftraten, nahm Joonas Suotamo wieder die Rolle von Han Solos späterem Freund und Co-Piloten Chewbacca ein, den er bereits in Das Erwachen der Macht (zusammen mit dem langjährigen Chewbacca-Darsteller Peter Mayhew) und Die letzten Jedi spielte.

Wichtigste Schauspieler und ihre Rollen
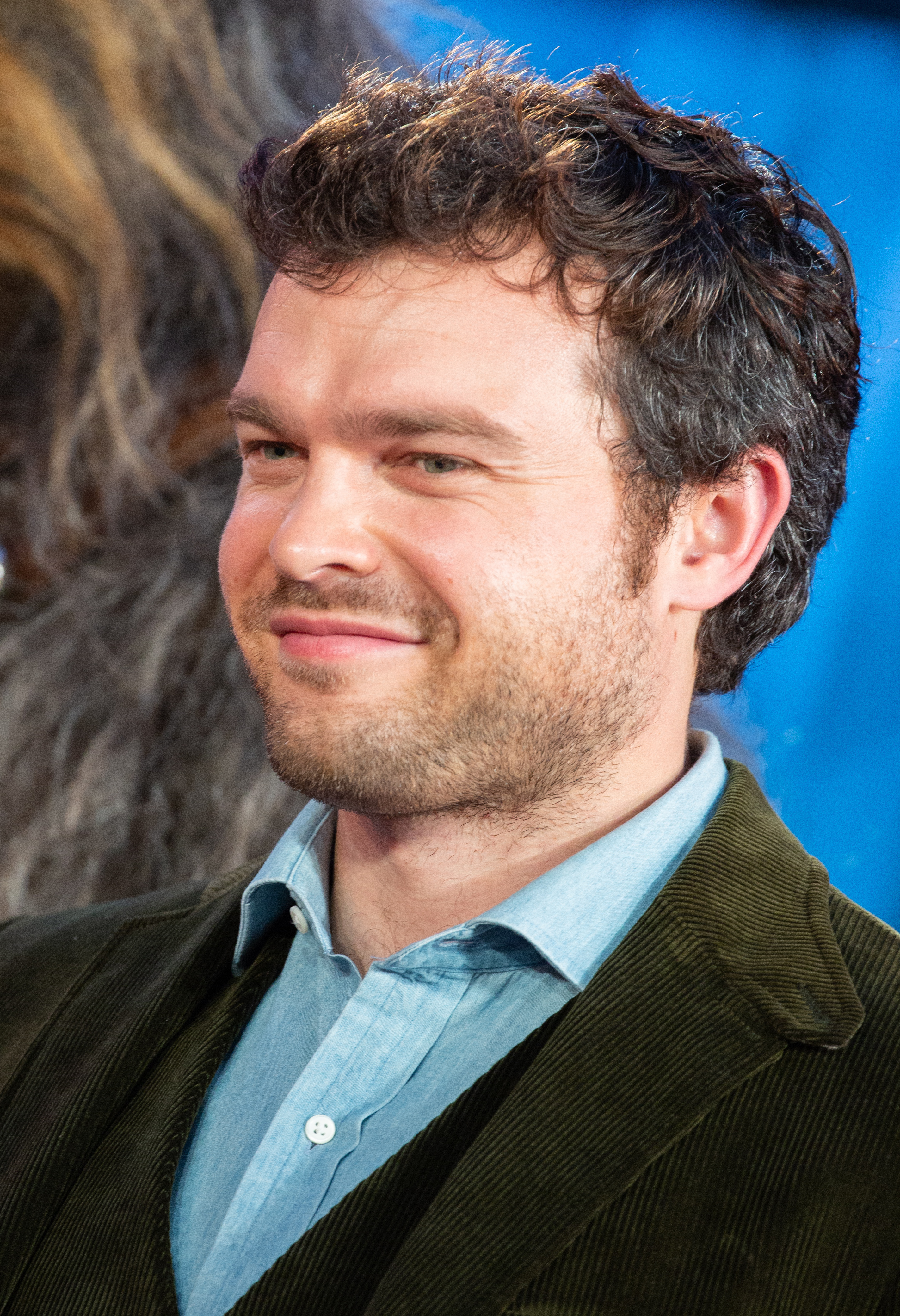
Alden Ehrenreich spielt Han Solo.
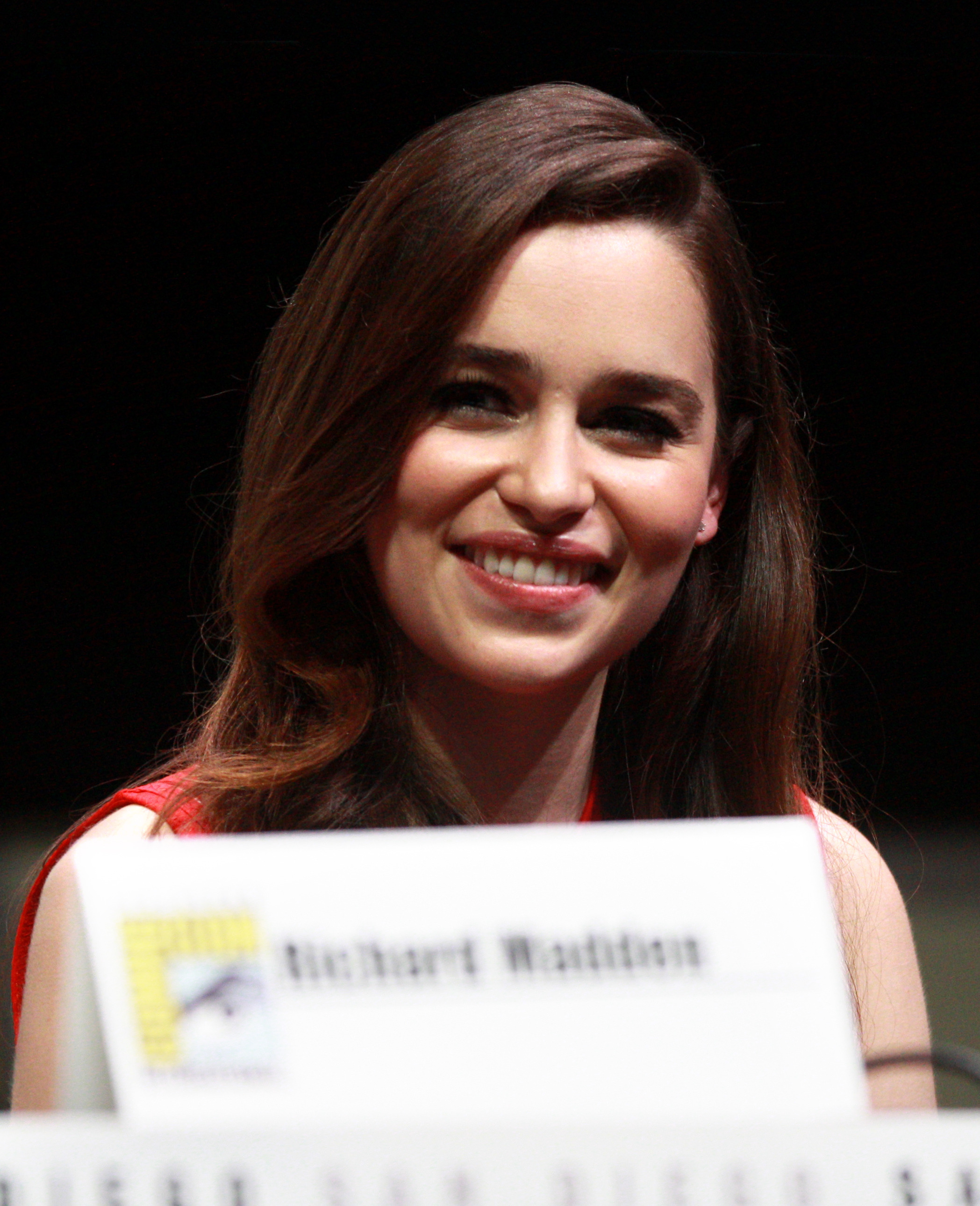
Emilia Clarke spielt Qi’ra.
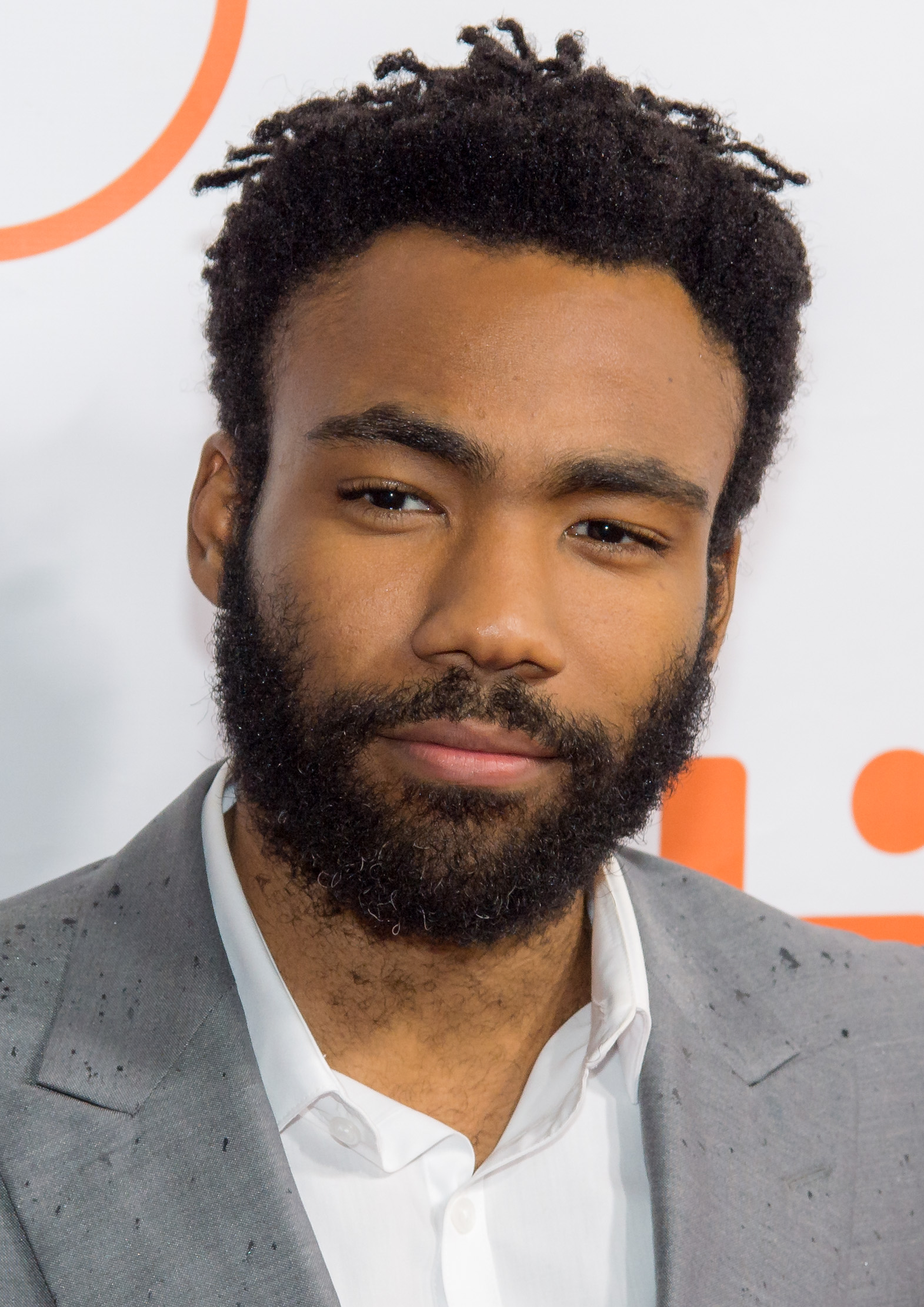
Donald Glover spielt Lando Calrissian.
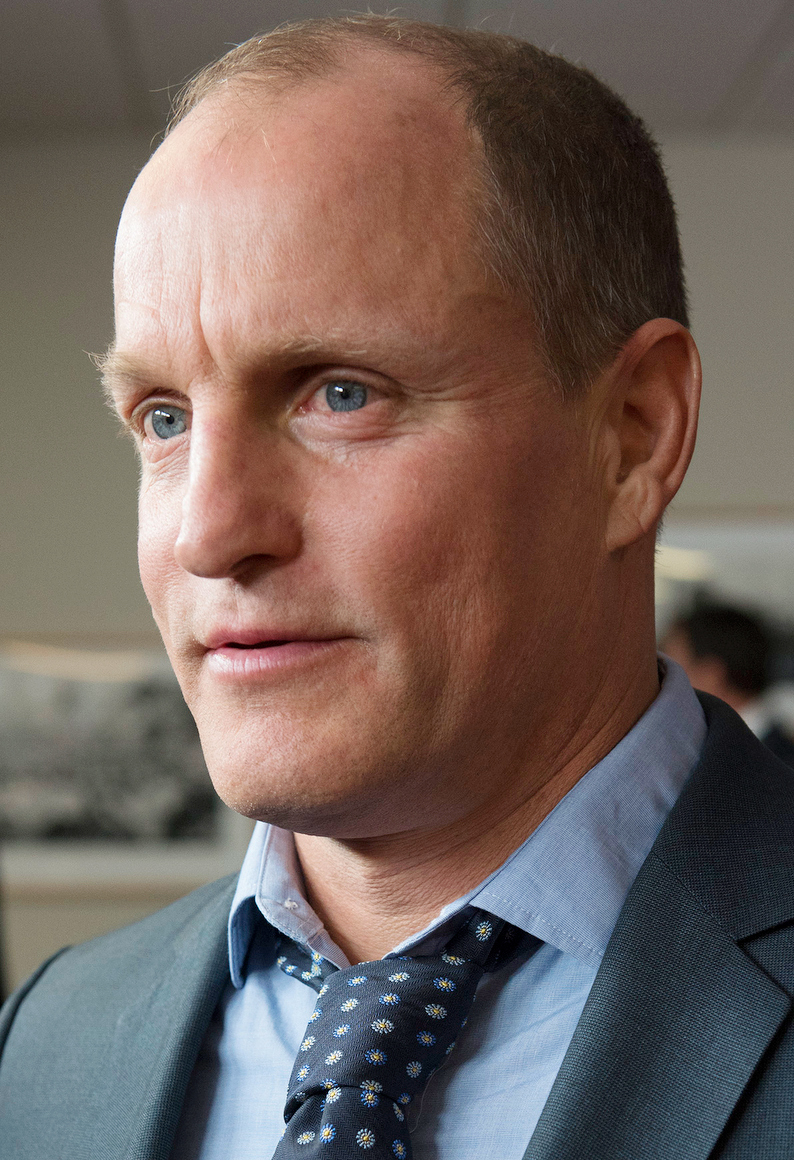
Woody Harrelson spielt Tobias Beckett.
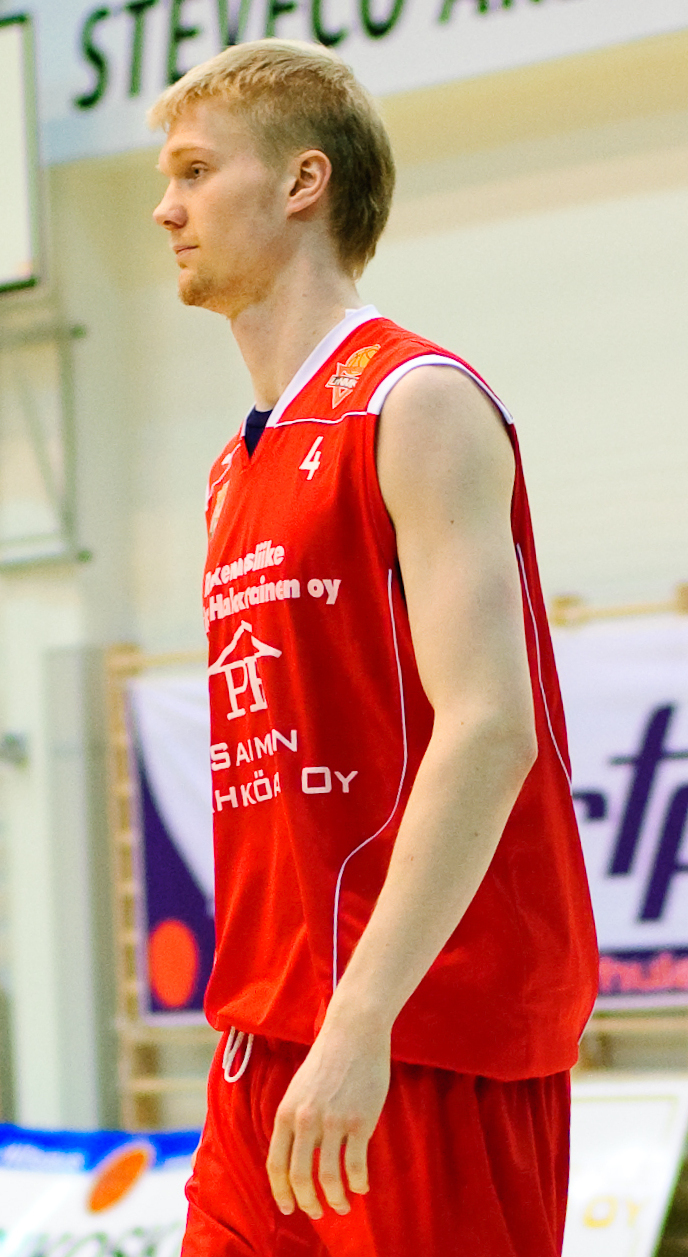
Joonas Suotamo spielt Chewbacca.
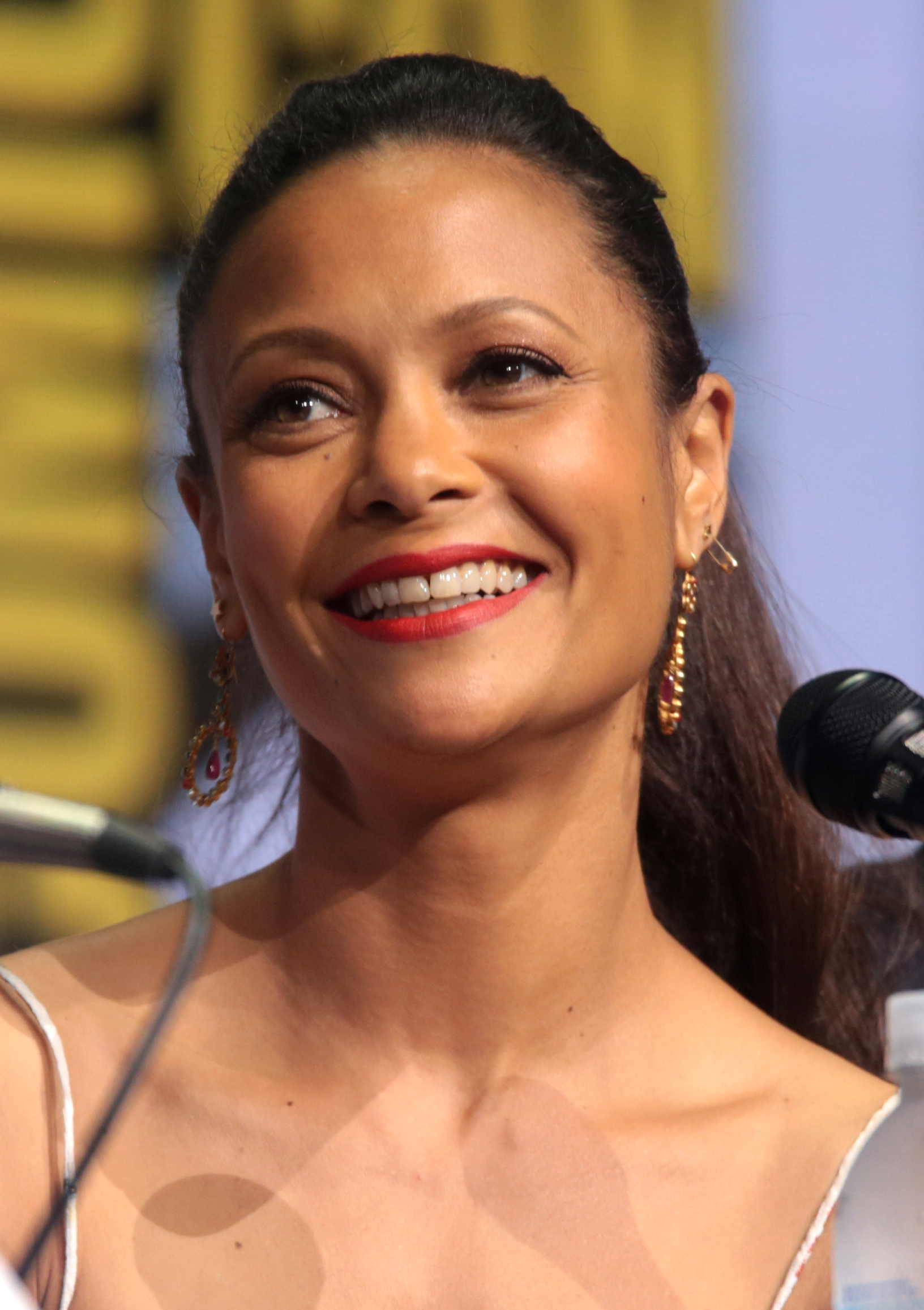
Thandie Newton spielt Val.
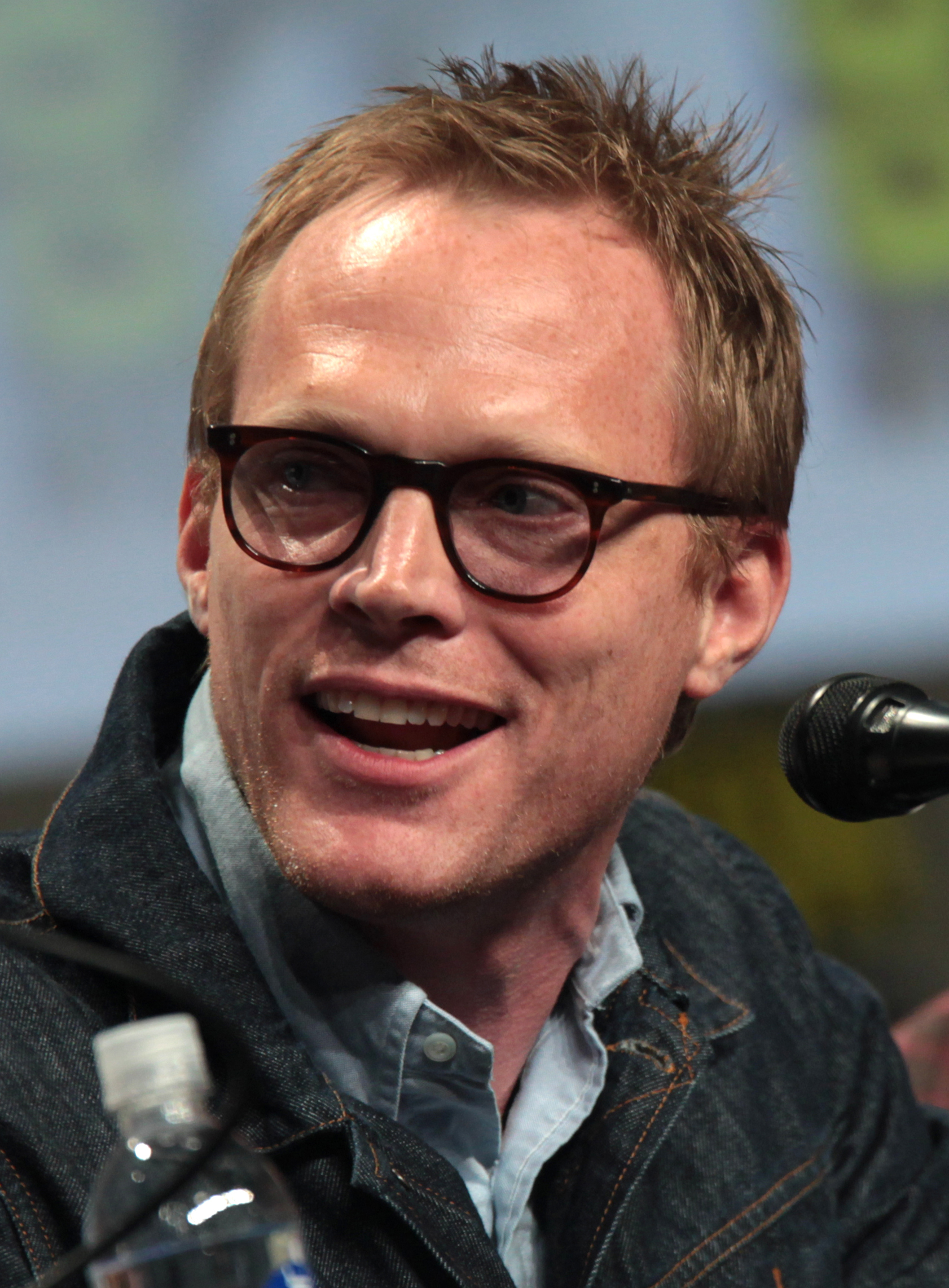
Paul Bettany spielt Dryden Vos.
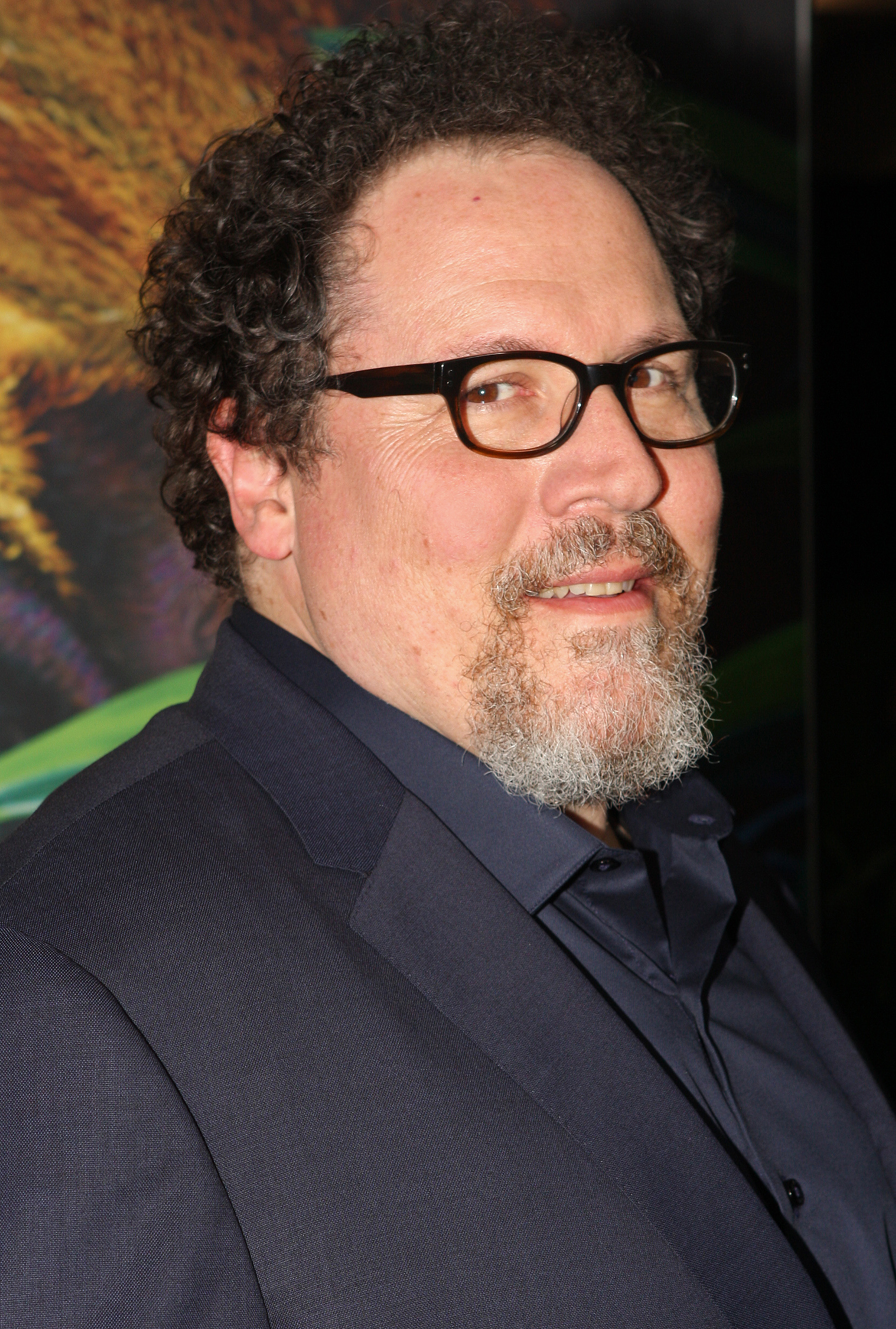
Jon Favreau spricht Rio Durant.
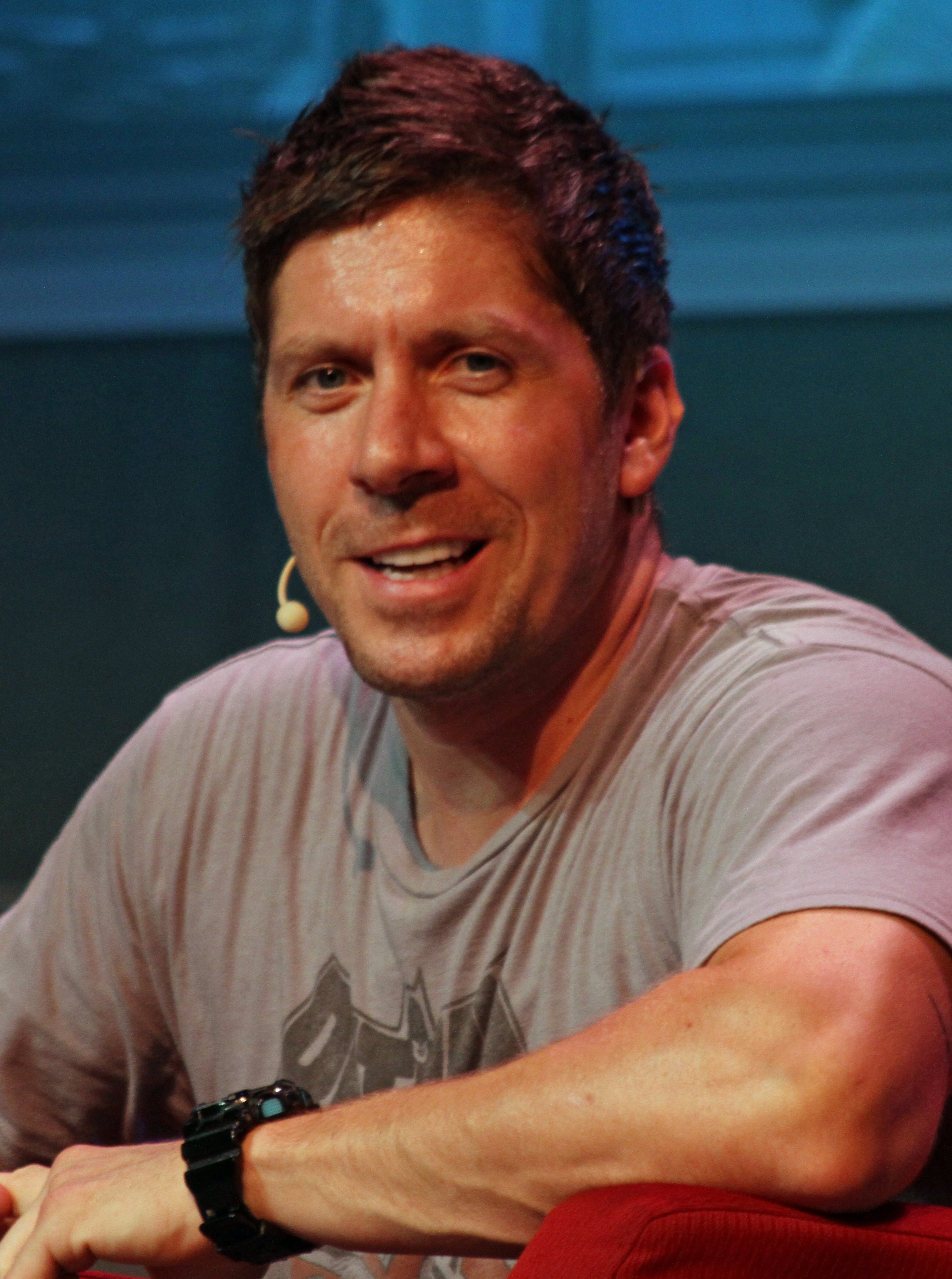
Ray Park spielt Darth Maul.

### Dreharbeiten

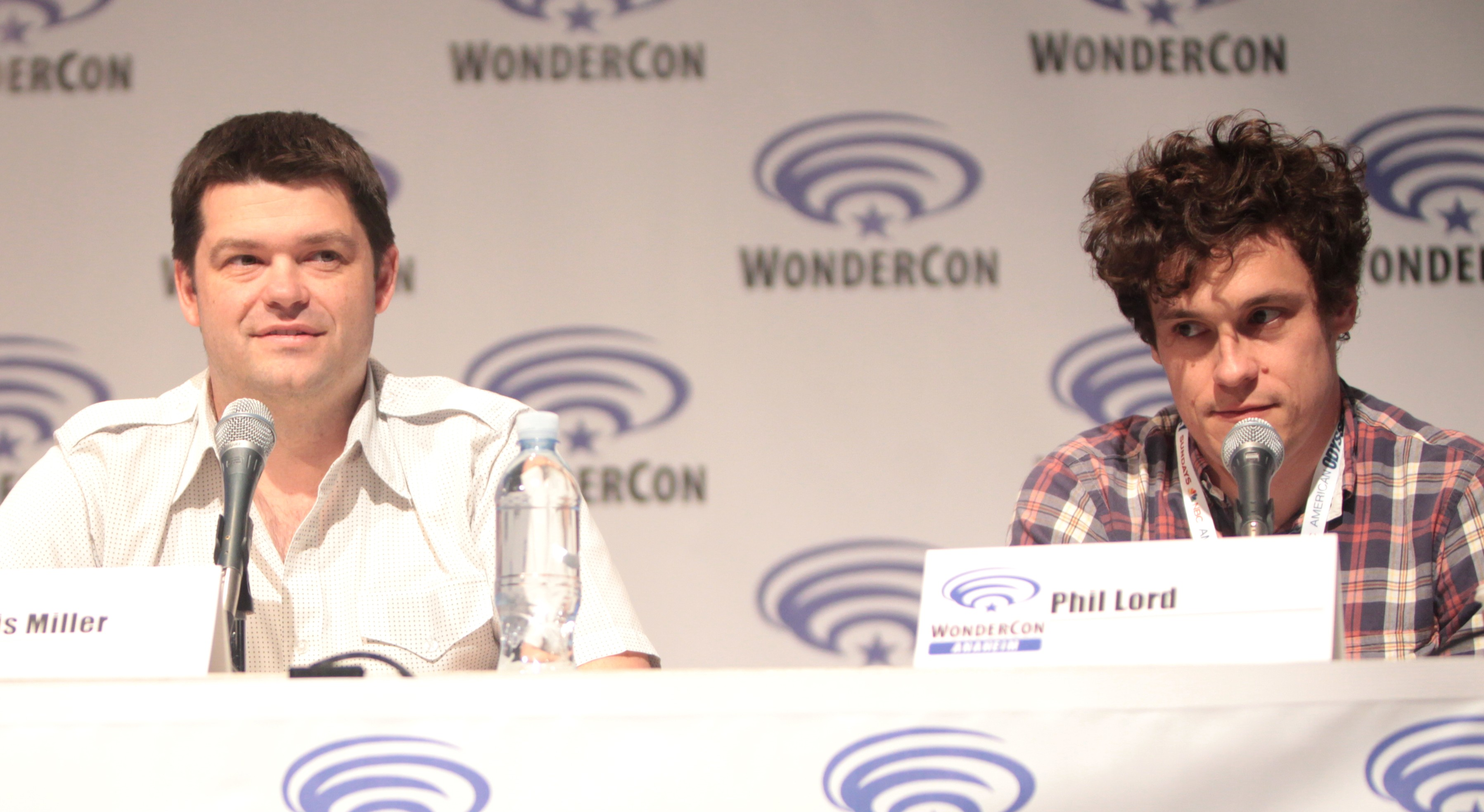
Chris Miller und Phil Lord (2015) verblieben nach der Entlassung als Regisseure als Executive Producer am Film beteiligt.

Die Dreharbeiten begannen im Januar und Februar 2017 in den Pinewood Studios in London, in denen auch ein Großteil früherer Star-Wars-Filme entstand. Im Mai wurde in Fuerteventura auf den Kanarischen Inseln (Spanien) gedreht. Noch während der Dreharbeiten wurde Pietro Scalia als Filmeditor eingestellt, der Chris Dickens in dieser Rolle ersetzte. Nach den Dreharbeiten in Spanien wurde im Norden Italiens gedreht. Der Monte Piana und die Drei Zinnen der Sextner Dolomiten sowie Grabenanlagen in der Nähe von Cortina d’Ampezzo, die im Ersten Weltkrieg in Gesteinsformationen geschlagen wurden, dienten als Kulisse. Im Juni, wenige Wochen vor dem geplanten Ende der Dreharbeiten, kam es zu weiteren einschneidenden Entlassungen. Lucasfilm und die Regisseure Lord und Miller gaben gemeinsam die Trennung aufgrund von kreativen Differenzen bekannt. Berichten zufolge wurden sie entlassen, da Produzentin Kennedy und Autor Kasdan mit ihrer Art des Filmens nicht einverstanden waren. Kennedy und Kasdan erwarteten einen weitaus ernsteren Film, während Lord und Miller ein hohes Maß an Improvisation an den Sets sowie einen sehr komödienartigen Film im Auge hatten. Dies führte zu großen Abweichungen von Kasdans ursprünglich geplantem Drehbuch, der mit der Zusammenarbeit unzufrieden war. Sie drehten zahlreiche Szenen zudem aus nur wenigen Perspektiven, was den späteren Filmschnitt und die möglichen Optionen, einzelne Szenen im Nachhinein zu ändern, stark einschränkte. Lord und Miller wiederum waren unzufrieden, da sie das Gefühl hatten, Kasdans Rolle würde der eines zusätzlichen Regisseurs nahe kommen und ihre eigene Arbeit behindern. Nach der Trennung wurden zusätzliche Drehtage geplant.

Drehorte für Solo: A Star Wars Story
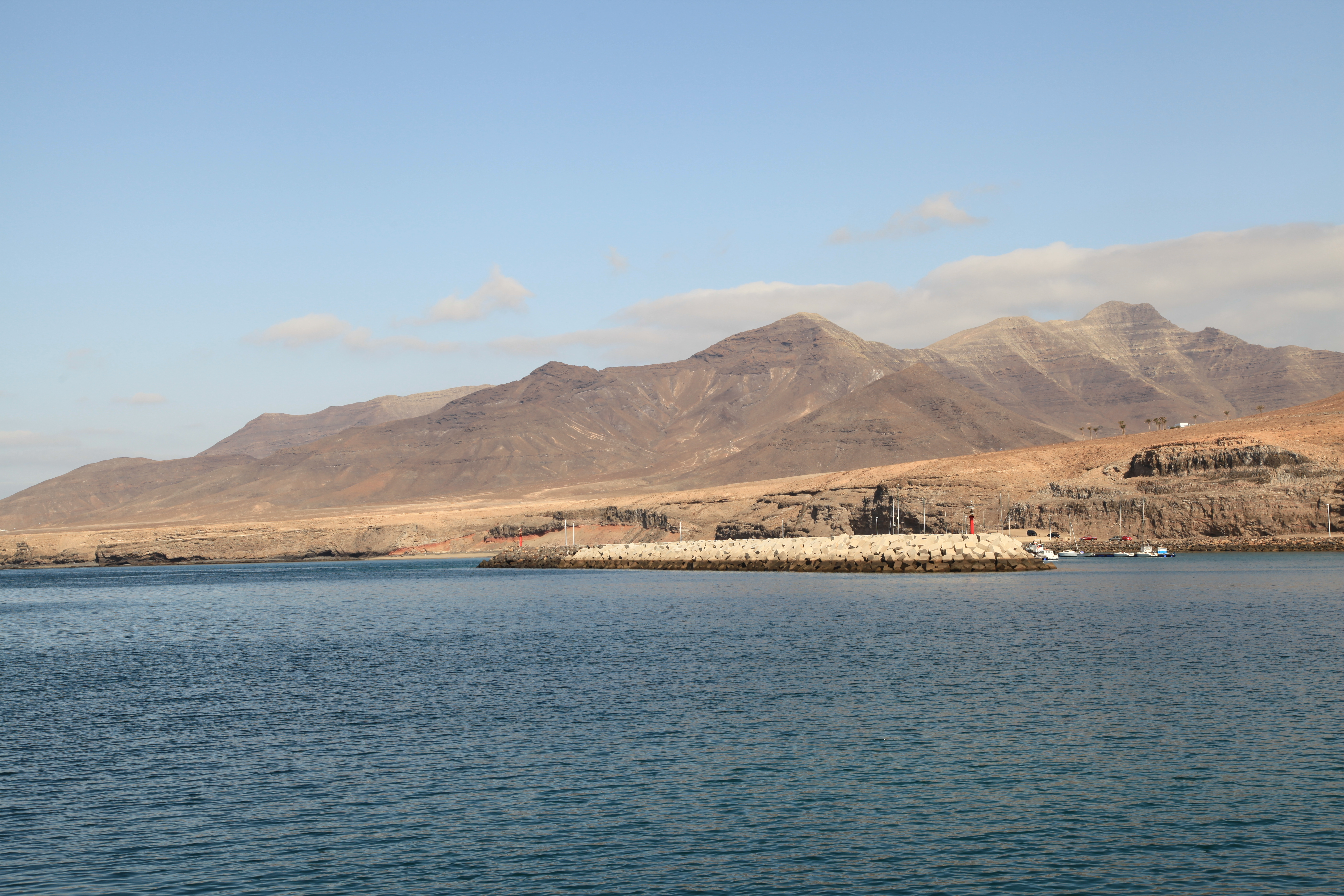
Die Westküste Fuerteventuras diente als Drehort für den Planeten Savareen.
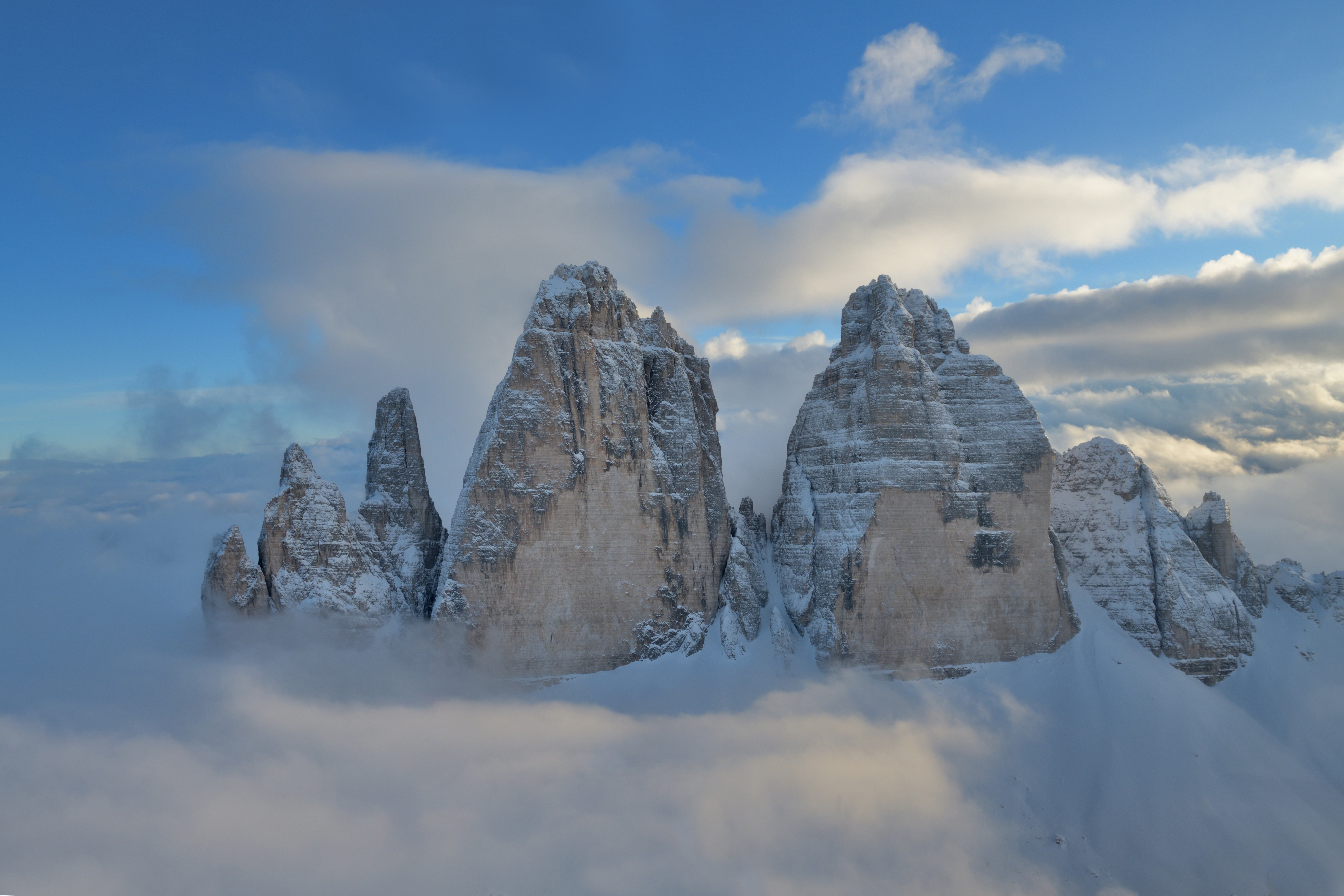
Die Drei Zinnen und weitere Orte in den Dolomiten Italiens dienten als Kulisse für Vandor-1.
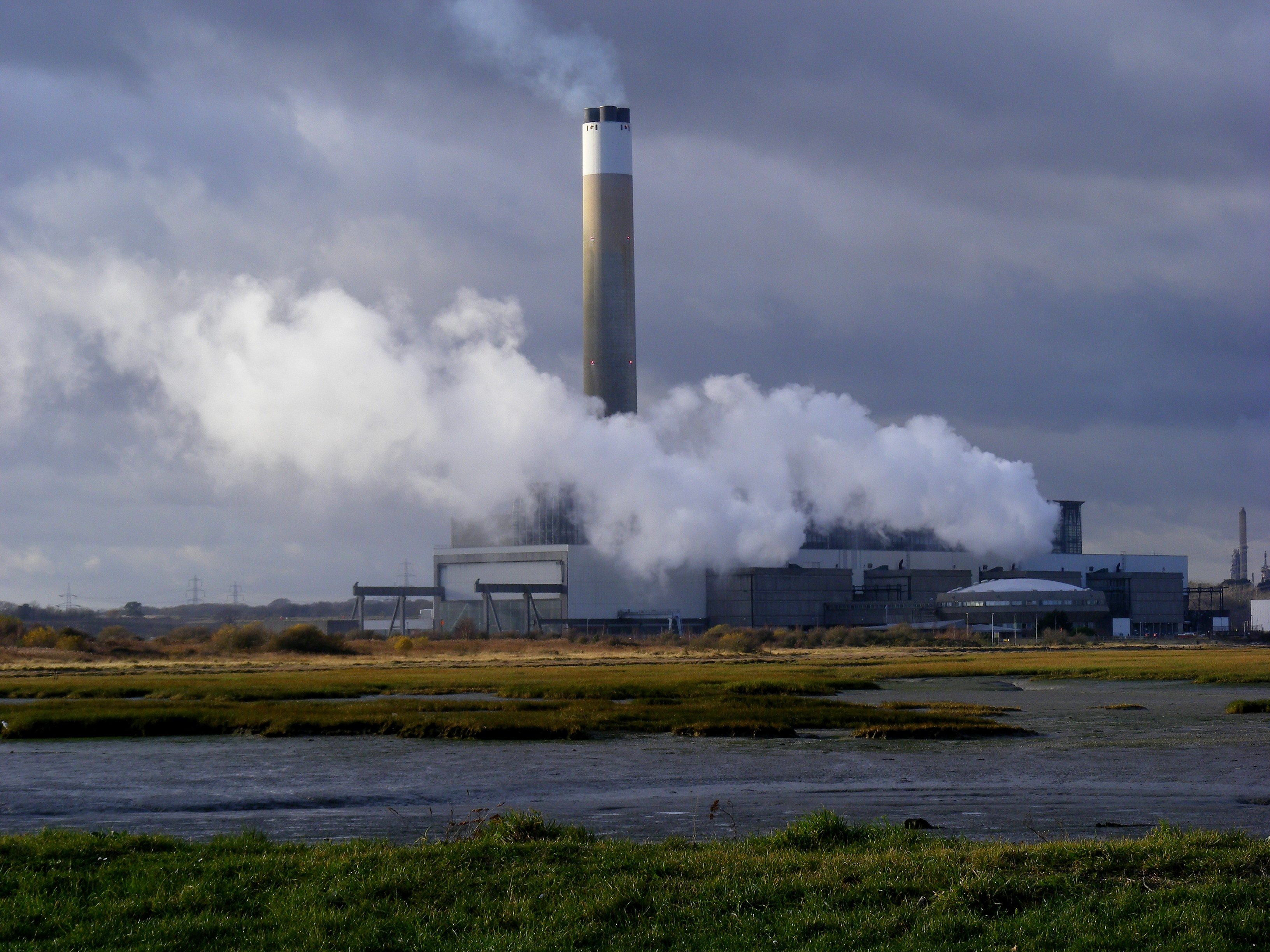
Das Kraftwerk Fawley in Southampton war Kulisse für Han Solos Heimatplaneten Corellia.
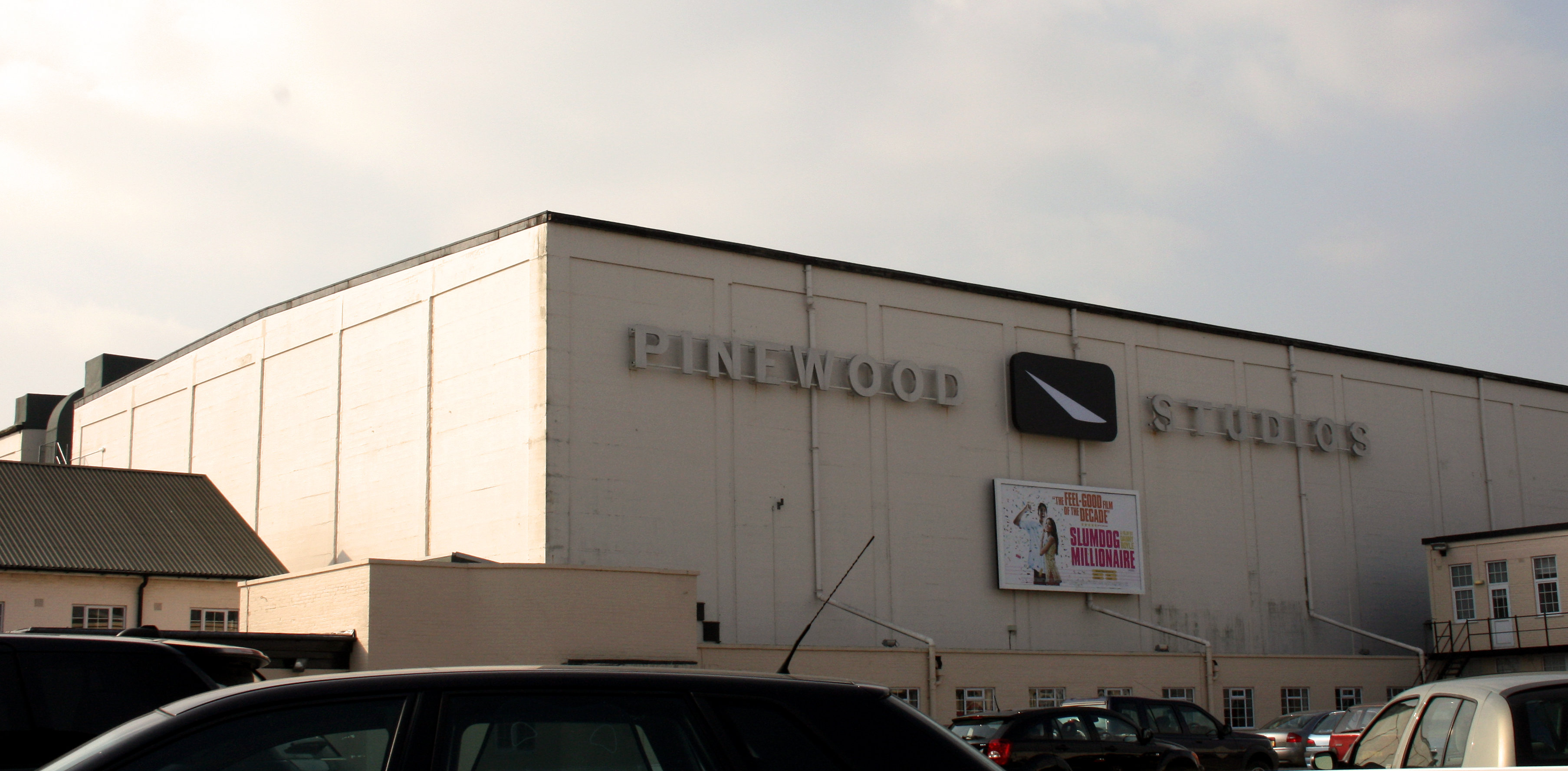
Alle weiteren Kulissen und Aufnahmen entstanden in den Pinewood Studios in London.

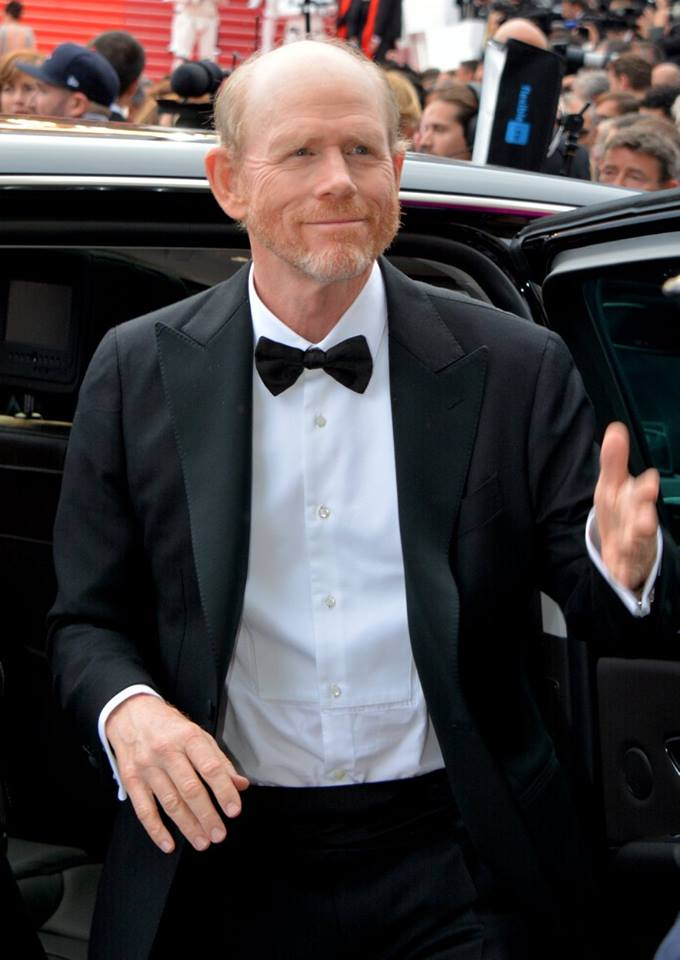
Ron Howard bei der Premiere des Films im Rahmen der Filmfestspiele in Cannes im Mai 2018

Zwei Tage später gab Lucasfilm bekannt, dass der zweifache Oscarpreisträger Ron Howard die Regie für die dreieinhalb noch verbleibenden Drehwochen sowie die anberaumten Nachdrehs, die auf fünf Wochen angesetzt wurden, übernehmen werde. Howard arbeitete bereits zweimal zuvor mit Lucasfilm zusammen, als Schauspieler in American Graffiti (Regie, Drehbuch und Schnitt von George Lucas) sowie als Regisseur von Willow, in dem Warwick Davis eine Hauptrolle übernahm, der für Solo in eine seiner insgesamt vier Rollen, die er bereits in Star Wars: Episode I – Die dunkle Bedrohung (1999) verkörperte, zurückkehrte. Michael K. Williams wurde aus dem Film herausgeschnitten, da er für Nachdrehs aus terminlichen Gründen nicht zur Verfügung stand. Seine Rolle übernahm der britische Schauspieler Paul Bettany. Nahezu 70 % des Films drehte Ron Howard an den zusätzlichen Drehtagen neu, die die zuvor anberaumte Zeit von fünf Wochen deutlich überstiegen. Im Oktober 2017, fast vier Monate nach der Trennung von Lord und Miller, gab Howard auf Twitter bekannt, dass die Dreharbeiten abgeschlossen seien. Gleichzeitig enthüllte er den offiziellen Titel als Solo: A Star Wars Story.

### Marketing

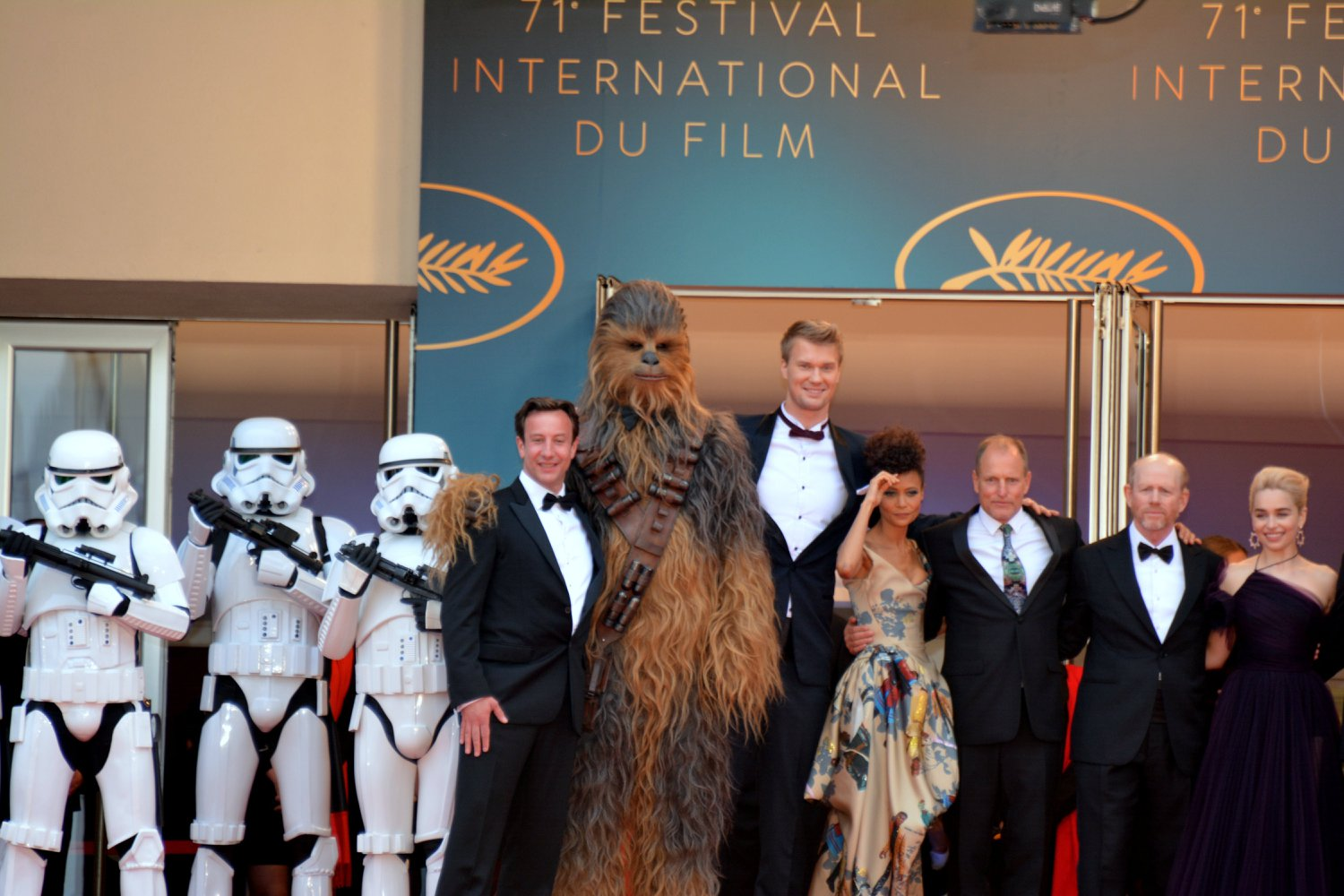
Sturmtruppler, Cast und Crew bei der Premiere des Films im Rahmen der Filmfestspiele in Cannes im Mai 2018

Die Vermarktung des Films begann am 4. Februar 2018, als während des Super Bowl LII erstmals Bewegtbilder in einem kurzen Werbespot gezeigt wurden. Am nächsten Morgen wurde während der Livesendung von Good Morning America der erste Trailer veröffentlicht. Beide Trailer wurden bereits in den ersten Stunden nach ihrer Veröffentlichung im Internet millionenfach aufgerufen. Gleichzeitig wurden erste Charakterposter enthüllt, die den Fokus auf die vier Hauptfiguren Han Solo, Lando Calrissian, Qi’ra und Chewbacca legten. Ein zweiter Trailer wurde am 9. April veröffentlicht, zusammen mit verschiedenen TV-Spots und dem Kinoplakat.

### Filmmusik
Im Juli 2017 wurde bekannt, dass John Powell die Filmmusik für Solo komponieren werde. Es ist damit nach Rogue One der zweite Star-Wars-Film, dessen Musik nicht von John Williams stammt. Dieser bot jedoch an, das Thema für Han Solo zu schreiben und Powell für seine Komposition zur Verfügung zu stellen. Ron Howard bestätigte, dass Powell das von Williams neu komponierte Han-Solo-Thema verwenden werde. In einem Interview gab Williams an, „sehr glücklich“ über die Teilnahme Powells am Film zu sein. Er sei „sehr gespannt“, den finalen Soundtrack zu hören. Die Arbeiten am Soundtrack waren Anfang März 2018 abgeschlossen. Die Aufnahmen begannen am 10. März in den Abbey Road Studios in London und endeten knapp drei Wochen später.

## Synchronisation
Die deutsche Synchronisation übernahm wie schon in vorherigen Star-Wars-Filmen die Film- & Fernseh-Synchron GmbH in Berlin. Dialogbuch und -regie stammen von Björn Schalla. Tobias Meister sprach erneut die Figur Maul, der er schon 1999 in Star Wars: Episode I – Die dunkle Bedrohung sowie in den Animationsserien The Clone Wars und Rebels seine Stimme lieh.
| Figur            | Darsteller                    | Deutscher Sprecher   |
| ---------------- | ----------------------------- | -------------------- |
| Han Solo         | Alden Ehrenreich              | Florian Clyde        |
| Tobias Beckett   | Woody Harrelson               | Thomas Nero Wolff    |
| Lando Calrissian | Donald Glover                 | René Dawn-Claude     |
| Qi’ra            | Emilia Clarke                 | Gabrielle Pietermann |
| Val              | Thandie Newton                | Nana Spier           |
| L3-37            | Phoebe Waller-Bridge          | Bianca Krahl         |
| Dryden Vos       | Paul Bettany                  | Timmo Niesner        |
| Rio Durant       | Jon Favreau (Stimme)          | Hans Hohlbein        |
| Enfys Nest       | Erin Kellyman                 | Giovanna Winterfeldt |
| Lady Proxima     | Linda Hunt (Stimme)           | Luise Lunow          |
| Maul             | Ray Park (Sam Witwer, Stimme) | Tobias Meister       |
| Ralakili         | Clint Howard                  | Santiago Ziesmer     |

## Rezeption

### Kritik
Solo erhielt ein eher gutes Presseecho, was sich auch in den Auswertungen US-amerikanischer Aggregatoren widerspiegelt. So erfasst Rotten Tomatoes überwiegend positive Besprechungen und ordnet den Film dementsprechend als „Frisch“ ein. Laut Metacritic fallen die Bewertungen im Mittel „Grundsätzlich Wohlwollend“ aus. Auch das Publikum war zufrieden. So vergaben US-Kinobesucher einen CinemaScore von A– entsprechend der deutschen Schulnote 1–.
Für Peter Bradshaw vom englischen Guardian ist der Film „mit Howard am Steuer ein Spaß-befeuertes Vergnügen“ und verdiene innerhalb des Franchise einen vollen Episodenstatus. Die Kulturressort-Redakteurin Hannah Pilarczyk hält auf Spiegel Online einen „eigenständigen Film über das Vorleben des legendären Schmugglers“ für eine „richtig schlechte Idee“, da der Film keine „Erzähllücke im großen ‚Star Wars‘-Epos“ fülle und Han Solo keine Vorgeschichte brauche, diese sogar schade. Filmkritiker David Steinitz moniert in der Süddeutschen Zeitung die „mimische Bandbreite“ des Hauptdarstellers Alden Ehrenreich, zudem sei die Geschichte „fad und vorhersehbar“. Sassan Niasseri lobt im Musikmagazin Rolling Stone das Schauspiel von Donald Glover mit den Worten: „Glovers Lando Calrissian hat eine Autorität, die Ehrenreich abgeht“. Für Chefredakteur Peter Huth von der Tageszeitung Die Welt ist der Film zugleich „in vielerlei Hinsicht klug, witzig und perfekt detailverliebt“ und scheitere doch „an seinem mittelmäßigen Buch und der konventionellen Inszenierung.“ Die Handlung sei von „geradezu provozierender Linearität“ und eine wilde Abenteuergeschichte „ohne metaphysischen Überbau, also Machtgedöns und Jedikram, mit viel Schauwert und Kulisse, bizarren Aliens, und alles bitte schön Achterbahnen-kompatibel.“
David Edelstein lobt die „witzigen Kreaturen“, die Szenenbilder und das „überwiegend ausgezeichnete“ Schauspiel und beschreibt den Film auf Vulture.com als:

„gutes altmodisches lineares Stück Geschichtenerzählung, anders als die unzusammenhängenden, multi-narrativen Spektakel, die Disney zu ihrer Spezialität gemacht haben.“

Daniel Krüger bemängelt in der monatlichen Zeitschrift Musikexpress die „Angst vor Fans, die sich die Geschichte um Han schon seit Jahren im Kopf zurechtgelegt haben“, sowie die „Gier nach Fortsetzung“ von Lucasfilm. So gehe das Prinzip des Films „lange Zeit auf, von Fans erwartete Eckpunkte werden mit Heist-Elementen in einem in diesem Genre eben so noch nicht gesehenen Setting gemischt“, doch statt eines befriedigenden Endes werden „im finalen Akt Nebenschauplätze aufgemacht, die nach weiteren Abenteuern für Alden Ehrenreich als Han Solo schreien.“

„Diese Entstehungsgeschichte stellt eine Rückkehr zu den bescheideneren, ursprünglichen Space-Western-Wurzeln der Saga dar — eine Geschichte, die der Charakterentwicklung Vorrang vor kinetischen, adrenalingeladenen Actionsequenzen einräumt.“

Ebenfalls kritisch wurde die Darstellung der drei weiblichen Figuren im Film aufgenommen. So gebe Solo den weiblichen Figuren keine Aufgaben, die über die Motivation der männlichen Rollen hinausgingen.

### Einspielergebnis
Den reinen Produktionskosten von über 250 Millionen US-Dollar stehen Einnahmen an den weltweiten Kinokassen von etwa 393 Millionen US-Dollar gegenüber, davon rund 213,7 Millionen US-Dollar allein in den Vereinigten Staaten und Kanada. In Deutschland wurde der Film von knapp 1,36 Millionen Zuschauern im Kino gesehen und spielte 14,6 Millionen Euro ein.

### Auszeichnungen
Academy Awards 2019
- Nominierung in der Kategorie Beste visuelle Effekte (für Rob Bredow, Patrick Tubach, Neal Scanlan und Dominic Tuohy)

Grammy Awards 2019
- Nominierung in der Kategorie Beste Instrumentalkomposition (für John Powell und John Williams)